# Wąsy (zarost)

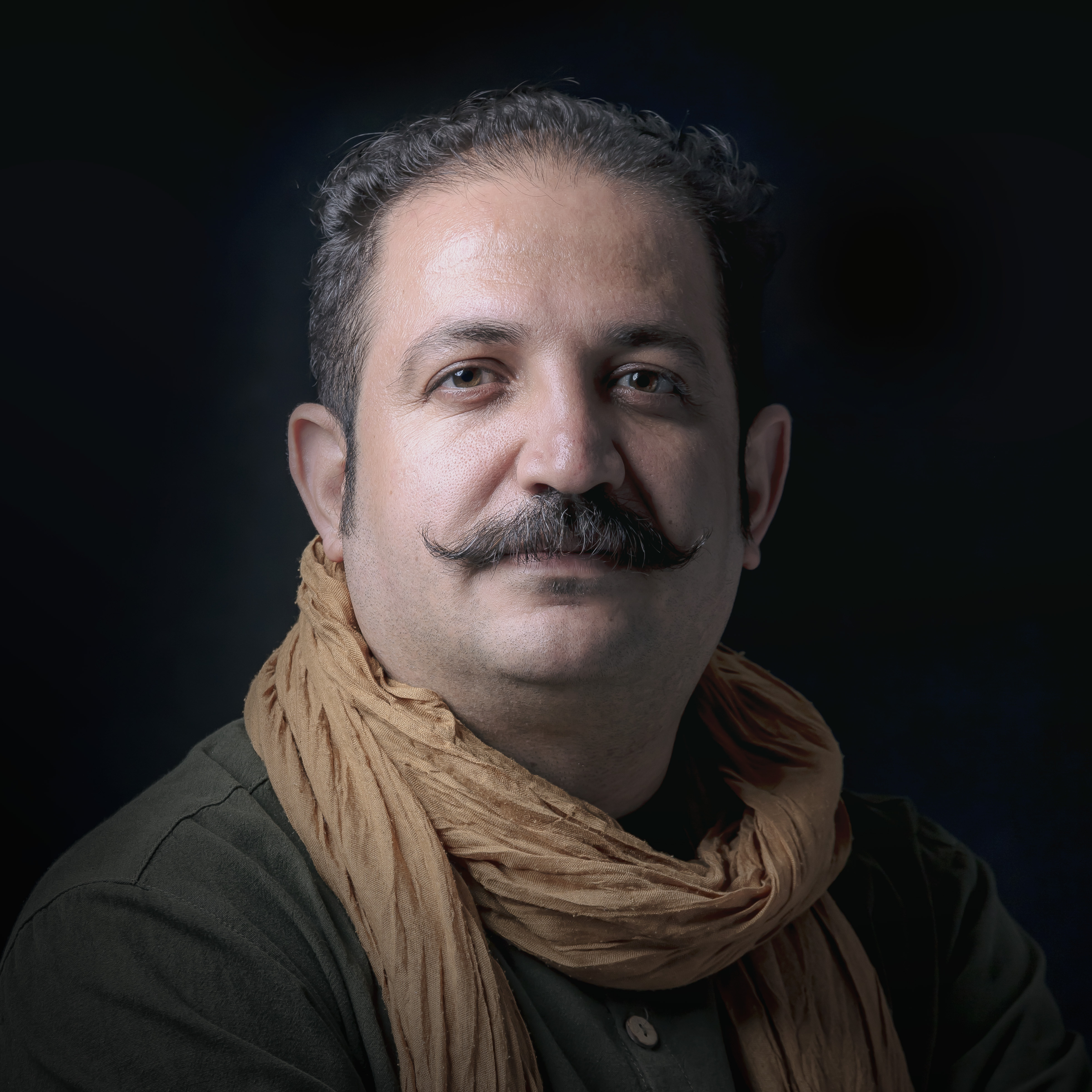
Mężczyzna z wąsami

Wąsy – zarost nad górną wargą. Jedno z dwóch pasm włosów składających się na zarost mężczyzny. Pojawia się u chłopców w wieku dojrzewania. U niektórych zwierząt to jeden z długich, sztywnych włosów czuciowych (wibrysów) lub wydłużonych wyrostków skórnych po obu stronach pyska.
Wąsy mogą być pielęgnowane i stylizowane przy pomocy pomady lub specjalnego wosku.

## Rodzaje
- chevron – wąsy gęste i masywne, pokrywające całą przestrzeń między górną wargą a nosem. Upowszechnione przez Toma Sellecka
- handlebar – wąsy gęste z podkręcanymi końcówkami, przypominającymi kierownicę roweru. Popularne szczególnie w XIX wieku
- końska podkowa – zarost przypominający końską podkowę
- pencil – wąsy tworzące cienką linię tuż nad górną wargą. Spopularyzowane w latach 30. i 40. XX wieku przez gwiazdy Hollywood: Errolla Flynna i Clarka Gable`a. Wyróżnia się kilka odmian tego typu zarostu: z zarośniętą rynienką podnosową lub z wygoloną.
- toothbrush – zarost rosnący tylko przy rynience podnosowej. Spopularyzowany przez Charliego Chaplina i Adolfa Hitlera

chevron
Handlebar
końska podkowa
pencil
toothbrush